# Armada de l'Exèrcit Popular d'Alliberament
L'Armada de l'Exèrcit Popular d'Alliberament (en xinès: 中国人民解放军海军) (en pinyin: Zhōngguó rénmín jiěfàngjūn hǎijūn) és el component naval de l'Exèrcit Popular d'Alliberament, principal component militar de la República Popular de la Xina. Des de principis de la dècada de 1990, l'Armada va començar un ràpid procés de modernització. Amb un personal estimat en els 255.000 homes, incloent-hi els 35.000 de les forces de defensa costanera i els 56.000 del Cos de Marines de l'Armada de l'Exèrcit Popular d'Alliberament, més els 56.000 de la Força Aèria de l'Armada de l'Exèrcit Popular d'Alliberament, que operen diversos centenars d'aeronaus i helicòpters basats en terra i helicòpters basats en vaixells.

## Missió
- Patrullar el mar territorial
- Establir presència en aigües territorials en disputa i protegir els interessos del país
- Anti-pirateria, anti-contraban, recerca i rescat
- Assegurar les aigües territorials
- Suport logístic de les guarnicions illenques
- Assegurar les línies de comunicació marítimes
- Defensa litoral dels mars locals
- Bloqueig o protecció de rutes de navegació vitals
- Transport tàctic, suport i operacions amfíbies
- Defensa aèria
- Operacions antisubmarines
- Combatre flotes enemigues
- Suport logístic de les guarnicions illenques

## Història
La AEPL traça el seu llinatge a unitats de l'Armada de la República de la Xina que van desertar i es van unir a l'Exèrcit Popular d'Alliberament, al final de la Guerra civil xinesa. El 1949, Mao Zedong va afirmar que "per oposar-se a les agressions imperialistes, hem de construir una armada poderosa". Durant les operacions de desembarcament a Hainan, els comunistes van usar joncs de fusta amb canons de muntanya tant com transports com naus de guerra contra l'Armada de la República de la Xina.
L'Acadèmia Naval va ser creada a Dalian el 22 de novembre de 1949, composta majoritàriament per instructors soviètics. L'Armada va ser establerta el setembre de 1950 mitjançant la consolidació de les forces navals regionals sota el comandament del Departament de l'Estat Major General a Jiangyan, avui Taizhou, província de Jiangsu. Al començament, va consistir en una variada col·lecció de vaixells i embarcacions capturades de les forces del Kuomintang. A aquesta se li va afegir la Força Aèria de l'Armada dos anys després. Per 1954 hi havia a la Xina un estimat de 2.500 assessors navals soviètics, probablement un assessor de cada trenta membres de la marina, i la Unió Soviètica va començar a proveir vaixells moderns.
Amb l'ajuda soviètica, l'Armada es va organitzar entre 1954 i 1955 en tres flotes: la Flota de la Mar Groga, Flota del mar de la Xina Oriental, i la Flota del Mar de la Xina Meridional, i es va establir un cos d'Almiralls i altres oficials navals separats dels rang de les Forces Terrestres. Pel que fa a les construccions navals, primer van rebre assistència soviètica, després van començar a copiar dissenys soviètics sense ajuda, i finalment van començar a construir dissenys propis.
Com a part del seu programa de modernització, l'Armada planeja esdevenir en una Armada d'aigües blaves o d'aigües profundes.
Des de l'any 2008 els mitjans oficials xinesos en anglès substituir el terme Armada de l'Exèrcit Popular d'Alliberament pel d'Armada Xina juntament amb l'adopció del prefix "CNS" (per Chinese Navy Ship).
En arribar l'any 2016, el govern de Beijing va anunciar la construcció d'un nou portaavions militar, el primer dissenyat i fabricat a la Xina. Segons el portaveu del Ministeri de Defensa, el coronel Yang Yujun, la Xina ha iniciat la construcció d'un vaixell de 50,000 tones destinat a transportar l'avió de combat J-15 Shenyang de l'exèrcit xinès. Es tracta del primer portaavions de disseny i fabricació xinesa, que s'està construint al port de Dalian. La Xina ja compta amb un portaavions, el Liaoning, adquirit el 1998 a Ucraïna.
L'anunci que la Xina tindrà un segon portaavions subratlla l'estratègia d'expandir el seu poder marítim al mar de la Xina Meridional on, en els darrers anys, han augmentat significativament els conflictes amb el Vietnam, el Japó i les Filipines. La construcció d'aquest portaavions s'inscriu en una remodelació general de les Forces Armades. Està previst que aquest any que comença s'apliqui una retallada de 300.000 efectius, principalment en les Forces de l'Exèrcit de Terra, l'eliminació de l'armament obsolet i la creació de tres noves unitats militars, una d'elles dedicada específicament al desenvolupament de míssils.
Aquests canvis sense precedents responen a la voluntat de Pequín de millorar la capacitat de la seva Força Aèria i la seva Marina per fer front al nous reptes, entre els quals, hi ha la defensa dels seus territoris al Mar de la Xina o la guerra cibernètica. L'Exèrcit Popular d'Alliberament és, amb 2,3 milions d'efectius el més nombrós del món i compta amb el segon pressupost més alt (després dels EUA) amb 112.000 milions de dòlars invertits l'any 2015. Aquest augment de la despesa en Defensa per part de la Xina en els darrers anys és causa de preocupació entre els països de la regió i els EUA.

## Flota

### Portaavions
| Portaavions      | Portaavions    | Portaavions | Portaavions | Portaavions | Portaavions  | Portaavions |
| Classe           | Origen         | Tipus       | Quantitat   | Nom         | Desplaçament | Foto        |
| ---------------- | -------------- | ----------- | ----------- | ----------- | ------------ | ----------- |
| Classe Kuznetsov | Unió Soviètica | Portaavions | 1           | Liaoning    | 67,500 Tones |             |

### Vaixells d'assalt amfibi
| Vaixells d'assalt amfibi | Vaixells d'assalt amfibi     | Vaixells d'assalt amfibi | Vaixells d'assalt amfibi | Vaixells d'assalt amfibi |
| Classe                   | Origen                       | Tipus                    | Quantitat                | Nom |
| ------------------------ | ---------------------------- | ------------------------ | ------------------------ | --- |
| Classe Yuting III        | República Popular de la Xina | Vaixell d'assalt amfibi  | 15                       | Tianzhu Shan Daqing Shan Baixan Shan Huading Shan Luoxiao Shan Daiyun Shan Wanyan Shan Laotie Shan Yunwu Shan Dabie Shan Taihang Shan Tianmu Shan Wuyi Shan Culai Shan Wutai Shan |
| Classe Yuhai             | República Popular de la Xina | Vaixell d'assalt amfibi  | 12                       | - |
| Classe Yuting II         | República Popular de la Xina | Vaixell d'assalt amfibi  | 10                       | Emei Shan Danxia Shan Xuefeng Shan Haiyang Shan Qingcheng Shan Yangdan Shan Jiuhua Shan Putuo Shan Huangang Shan Tiantai Shan                                                     |
| Classe Yunshu            | República Popular de la Xina | Vaixell d'assalt amfibi  | 7                        | Shengzhou Lushan Yushan Huashan Songshan Hengshan Taishan |
| Tipus 074A               | República Popular de la Xina | Vaixell d'assalt amfibi  | 6                        | - |
| Classe Yuzhao            | República Popular de la Xina | Vaixell d'assalt amfibi  | 4                        | Kunlun Shan Jingang Shan Changbai Shan Yimeng Shan |
| Classe Yuting I          | República Popular de la Xina | Vaixell d'assalt amfibi  | 4                        | Lingyan Shan Dongting Shan Helan Shan Liupan Shan |
| Classe Yukan             | República Popular de la Xina | Vaixell d'assalt amfibi  | 3                        | Yuntai Shan Wufeng Shan Zijin Shan |
| Classe Yudao             | República Popular de la Xina | Vaixell d'assalt amfibi  | 2                        | - |
| Classe Yudeng            | República Popular de la Xina | Vaixell d'assalt amfibi  | 1                        | - |

### Llanxes de desembarcament
| Llanxes de desembarcament | Llanxes de desembarcament    | Llanxes de desembarcament | Llanxes de desembarcament |
| ------------------------- | ---------------------------- | ------------------------- | ------------------------- |
| Classe                    | Origen                       | Tipus                     | Quantitat                 |
| Classe Yunnan             | República Popular de la Xina | Llanxa de desembarcament  | 120                       |
| Classe Jingsah-II         | República Popular de la Xina | Llanxa de desembarcament  | 30                        |
| Classe Yuchin             | República Popular de la Xina | Llanxa de desembarcament  | 20                        |
| Classe Pomornik           | Unió Soviètica               | Llanxa de desembarcament  | 2                         |

### Destructors
| Destructors       | Destructors                  | Destructors | Destructors | Destructors                                            | Destructors |
| Classe            | Origen                       | Tipus       | Quantitat   | Nom                                                    | Foto        |
| ----------------- | ---------------------------- | ----------- | ----------- | ------------------------------------------------------ | ----------- |
| Classe Luyang II  | República Popular de la Xina | Destructor  | 6           | Langzhou Haikou Changchun Zhengchou Jinan Xian         |             |
| Classe Luda       | República Popular de la Xina | Destructor  | 6           | Kaifeng Chongqing Dalian Zunyi Guilin Zhanjiang Zhuhai |             |
| Classe Luyang III | República Popular de la Xina | Destructor  | 4           | Kunming Changsha Hefei Yinchuan                        |             |
| Classe Sovremenny | Unió Soviètica               | Destructor  | 4           | Hangzhou Fuzhou Taizhou Ningbo                         |             |
| Classe Luzhou     | República Popular de la Xina | Destructor  | 2           | Shenyang Shijiazhuang                                  |             |
| Classe Luyang I   | República Popular de la Xina | Destructor  | 2           | Guangzhou Wuhan                                        |             |
| Classe Luhu       | República Popular de la Xina | Destructor  | 2           | Harbin Qingdao                                         |             |
| Classe Luhai      | República Popular de la Xina | Destructor  | 1           | Shenzen                                                |             |

### Fragates
| Fragates           | Fragates                     | Fragates | Fragates  | Fragates |
| Classe             | Origen                       | Tipus    | Quantitat | Nom |
| ------------------ | ---------------------------- | -------- | --------- | --- |
| Classe Jiangkai II | República Popular de la Xina | Fragata  | 22        | Xuzhou Zhoushan Huangshan Hengyang Yuncheng Yulin Yiyang Changzhou Yantai Yancheng Hengshui Liuzhou Linyi Yueyang Weifang Sanya Huanggang Daqing Handan Yangzhou Jingzhou Xiangtan |
| Classe Jianghu     | República Popular de la Xina | Fragata  | 13        | Beihai Donguan Foshan Jiangmen Zhaoqing Shantou Cangzhou Linfen Zhaotong Shaoguan Dandong Jinhua Taizhou                                                                           |
| Classe Jiangwei II | República Popular de la Xina | Fragata  | 10        | Liangyungang Jiaxing Putian Yichang Huludao Sanming Xiangyang Huaihua Luoyang Mianyang                                                                                             |
| Classe Jiangkai I  | República Popular de la Xina | Fragata  | 2         | Manshan Wenzhou |

### Corvetes
| Fragates       | Fragates                     | Fragates | Fragates  | Fragates |
| Classe         | Origen                       | Tipus    | Quantitat | Nom |
| -------------- | ---------------------------- | -------- | --------- | --- |
| Classe Jingdao | República Popular de la Xina | Corbeta  | 20        | Bengbu Huizhou Meizhou Datong Shangrao Qinzhou Baise Yingkou Jieyang Jian Qingyuan Quanzhou Luzhou Weihai Fushun Xinyang Qinghuangdao Huangshi Sanmenxia Zhuzhou |

### Vaixells llançamíssils
| Vaixells llançamíssils | Vaixells llançamíssils       | Vaixells llançamíssils | Vaixells llançamíssils | Vaixells llançamíssils |
| Classe                 | Origen                       | Tipus                  | Quantitat              | Foto                   |
| ---------------------- | ---------------------------- | ---------------------- | ---------------------- | ---------------------- |
| Classe Houbei          | República Popular de la Xina | Vaixell llançamíssils  | 83                     |                        |
| Classe Houxin          | República Popular de la Xina | Vaixell llançamíssils  | 20                     |                        |
| Classe Houjian         | República Popular de la Xina | Vaixell llançamíssils  | 6                      |                        |

### Vaixells antisubmarins
| Vaixells antisubmarins | Vaixells antisubmarins       | Vaixells antisubmarins | Vaixells antisubmarins |
| Classe                 | Origen                       | Tipus                  | Quantitat              |
| ---------------------- | ---------------------------- | ---------------------- | ---------------------- |
| Classe Hainan          | República Popular de la Xina | Vaixell antisubmarí    | 67                     |
| Classe Haiqing         | República Popular de la Xina | Vaixell antisubmarí    | 27                     |

### Canoneres
| Canoneres       | Canoneres                    | Canoneres | Canoneres |
| Classe          | Origen                       | Tipus     | Quantitat |
| --------------- | ---------------------------- | --------- | --------- |
| Classe Shanghai | República Popular de la Xina | Canonera  | 17        |

### Dragamines
| Dragamines    | Dragamines                   | Dragamines | Dragamines | Dragamines                                                                  |
| Classe        | Origen                       | Tipus      | Quantitat  | Nom                                                                         |
| ------------- | ---------------------------- | ---------- | ---------- | --------------------------------------------------------------------------- |
| Classe Wosao  | República Popular de la Xina | Dragamines | 17         | -                                                                           |
| Classe Wochi  | República Popular de la Xina | Dragamines | 9          | Zhangjiagang Jingjiang Liuyang Luxi Xiaoyi Taishan Changshu Heshan Qingzhou |
| Classe Wozang | República Popular de la Xina | Dragamines | 2          | Huoqiu Kunshan                                                              |
| Classe Wolei  | República Popular de la Xina | Dragamines | 1          | Liaoyang                                                                    |

### Vaixells de seguiment i control
| Vaixells de seguiment i control | Vaixells de seguiment i control | Vaixells de seguiment i control | Vaixells de seguiment i control | Vaixells de seguiment i control                                         | Vaixells de seguiment i control |
| Classe                          | Origen                          | Tipus                           | Quantitat                       | Nom                                                                     | Foto                            |
| ------------------------------- | ------------------------------- | ------------------------------- | ------------------------------- | ----------------------------------------------------------------------- | ------------------------------- |
| Yuan Wang                       | República Popular de la Xina    | Vaixell de seguiment i control  | 6                               | Yuan Wang-1 Yuan Wang-2 Yuan Wang-3 Yuan Wang-4 Yuan Wang-5 Yuan Wang-6 |                                 |

### Vaixells de suport logístic
| Vaixells de suport logístic | Vaixells de suport logístic  | Vaixells de suport logístic | Vaixells de suport logístic | Vaixells de suport logístic                                         |
| Classe                      | Origen                       | Tipus                       | Quantitat                   | Nom                                                                 |
| --------------------------- | ---------------------------- | --------------------------- | --------------------------- | ------------------------------------------------------------------- |
| Classe Fuchi                | República Popular de la Xina | Vaixell de suport logístic  | 8                           | Qiandaohu Weishandu Taihu Chaohu Dongpinghu Gaoyouhu Luomahu Honghu |
| Classe Dayun                | República Popular de la Xina | Vaixell de suport logístic  | 5                           | Dongtinghu Jingpohu Fuxianhu Junshanhu Luguhu                       |
| Classe Fuqing               | República Popular de la Xina | Vaixell de suport logístic  | 2                           | Hongzehu Poyanghu                                                   |
| Classe Fusu                 | Ucraïna                      | Vaixell de suport logístic  | 1                           | Qianhaihu                                                           |

### Vaixells de suport submarí
| Vaixells de suport submarí | Vaixells de suport submarí   | Vaixells de suport submarí | Vaixells de suport submarí | Vaixells de suport submarí            |
| Classe                     | Origen                       | Tipus                      | Quantitat                  | Nom                                   |
| -------------------------- | ---------------------------- | -------------------------- | -------------------------- | ------------------------------------- |
| Classe Daijang             | República Popular de la Xina | Vaixell de suport logístic | 3                          | Changxingdao Chongmingdao Yongxingdao |

### Vaixell hospital
| Vaixell hospital | Vaixell hospital             | Vaixell hospital | Vaixell hospital | Vaixell hospital |
| Classe           | Origen                       | Tipus            | Quantitat        | Nom              |
| ---------------- | ---------------------------- | ---------------- | ---------------- | ---------------- |
| Tipus 920        | República Popular de la Xina | Vaixell Hospital | 1                | Peace Ark        |

### Vaixell d'entrenament
| Vaixell d'entrenament | Vaixell d'entrenament        | Vaixell d'entrenament | Vaixell d'entrenament | Vaixell d'entrenament |
| Classe                | Origen                       | Tipus                 | Quantitat             | Nom                   |
| --------------------- | ---------------------------- | --------------------- | --------------------- | --------------------- |
| Tipus 679             | República Popular de la Xina | Vaixell d'entrenament | 1                     | Zheng He              |

### Submarins
| Tipus              | Classe       | Quantitat | Nom                                    | Desplaçament |
| ------------------ | ------------ | --------- | -------------------------------------- | ------------ |
| Submarí Tipus 035  | Classe Ming  | 17        | -                                      | 2110 Tones   |
| Submarí Tipus 041  | Classe Yuan  | 15        | -                                      | 3600 Tones   |
| Submarí Tipus 035  | Classe Romeo | 13        | -                                      | 1830 Tones   |
| Submarí Tipus 039  | Classe Song  | 13        | -                                      | 2250 Tones   |
| Submarí Tipus Kilo | Classe Kilo  | 12        | -                                      | 3950 Tones   |
| Submarí Tipus 094  | Classe Jin   | 4         | -                                      | -            |
| Submarí Tipus 091  | Classe Han   | 3         | Changzheng 3 Changzheng 4 Changzheng 5 | 5500 Tones   |
| Submarí Tipus 093  | Classe Shang | 2         | -                                      | 7000 Tones   |
| Submarí Tipus 092  | Classe Xia   | 1         | Changzheng 6                           | 7000 Tones   |

### Vaixells trencaglaç
- 1 x vaixell trencaglaç Tipus 210
- 3 x vaixells trencaglaç Tipus 071

### Petroliers costaners
- 9 x petroliers Classe Leizhou
- 8 x petroliers Classe Fulin
- 2 x petroliers Classe Shengli
- 7 x petroliers Classe Fuzhou
- 3 x petroliers Classe Jinyou

### Vaixells de recollida d'informació
- 1 x vaixell d'espionatge Tipus 815
- 1 x vaixell d'espionatge Tipus 814
- 1 x vaixell d'espionatge Tipus 813
- 5 x vaixells d'espionatge Tipus 815

### Embarcacions de vigilància oceanogràfica
- 2 x vaixells de vigilància oceanogràfica Tipus 595
- 1 x vaixell de vigilància oceanogràfica Tipus 639

### Embarcacions de rescat i salvament
- 6 x vaixells de rescat i salvament Tipus 922
- 2 x vaixells de rescat i salvament Tipus 917

### Vaixells remolcadors
- 19 x remolcadors Tipus 852
- 18 x remolcadors Tipus 837
- 15 x remolcadors Tipus 802
- 4 x remolcadors Classe Tuozhong
- 3 x remolcadors Tipus 830
- 1 x remolcador Classe Daozha

## Aeronaus
L'Armada de l'Exèrcit Popular d'Alliberament, disposa d'aeronaus, helicòpters i avions d'ala fixa, amb base en terra ferma, o bé a bord dels vaixells de l'armada. És coneguda com la Força Aèria Naval de l'Armada de l'Exèrcit Popular d'Alliberament, en Xinès (中国人民解放军海军航空兵).

### Caçes
| Aeronau      | Tipus | Quantitat | Foto |
| ------------ | ----- | --------- | ---- |
| Sukhoi Su-27 | Caça  | 24        |      |
| Sukhoi Su-30 | Caça  | 24        |      |
| Sukhoi Su-33 | Caça  | 16        |      |
| Chengdu J-10 | Caça  | 24        |      |
| Shenyang J-8 | Caça  | 48        |      |
| Chengdu J-7  | Caça  | 30        |      |

### Caces bombarders
| Aeronau      | Tipus          | Quantitat | Foto |
| ------------ | -------------- | --------- | ---- |
| Xian JH-7    | Caça bombarder | 120       |      |
| Nanchang Q-5 | Caça bombarder | 30        |      |

### Bombarders
| Aeronau  | Tipus     | Quantitat | Foto |
| -------- | --------- | --------- | ---- |
| Xian H-6 | Bombarder | 30        |      |

### Transport
| Aeronau        | Tipus         | Quantitat | Foto |
| -------------- | ------------- | --------- | ---- |
| Shaanxi Y-8    | Transport     | 12        |      |
| Xian Y-7       | Transport     | 20        |      |
| Antonov An-2   | Transport     | 50        |      |
| Yakolev Yak-42 | Transport VIP | 2         |      |

### Alerta i control
| Aeronau | Tipus            | Quantitat | Foto |
| ------- | ---------------- | --------- | ---- |
| KJ-200  | Alerta i control | 10        |      |

### Guerra electrònica
| Aeronau     | Tipus              | Quantitat | Foto |
| ----------- | ------------------ | --------- | ---- |
| Shaanxi Y-8 | Guerra electrònica | 7         |      |

### Patrulla maritima
| Aeronau     | Tipus             | Quantitat | Foto |
| ----------- | ----------------- | --------- | ---- |
| Harbin SH-5 | Patrulla maritima | 4         |      |
| Shaanxi Y-8 | Patrulla maritima | 3         |      |

### Abastament en vol
| Aeronau  | Tipus             | Quantitat | Foto |
| -------- | ----------------- | --------- | ---- |
| Xian H-6 | Abastament en vol | 3         |      |

### Entrenament
| Aeronau       | Tipus       | Quantitat | Foto |
| ------------- | ----------- | --------- | ---- |
| Nanchang CJ-6 | Entrenament | 38        |      |
| Hongdu JL-8   | Entrenament | 12        |      |
| Xian Y-7      | Entrenament | 21        |      |
| Shenyang J-6  | Entrenament | 14        |      |
| Shenyang J-5  | Entrenament | 5         |      |

### Helicòpters
| Aeronau             | Tipus                        | Quantitat | Foto |
| ------------------- | ---------------------------- | --------- | ---- |
| Kamov Ka-31         | Alerta i control             | 2         |      |
| Kamov Ka-28         | Guerra antisubmarina         | 17        |      |
| Harbin Z-9          | Guerra antisubmarina         | 25        |      |
| Aerospatiale SA-321 | Reçerca i rescat / Transport | 39        |      |
| Mil Mi-8            | Transport                    | 8         |      |